# Герледан (кантон)
Герледан (фр. Guerlédan, до 24 февраля 2021 года назывался Мюр-де-Брета́нь (фр. Mûr-de-Bretagne) — кантон во Франции, находится в регионе Бретань, департамент Кот-д’Армор. Входит в состав округа Сен-Бриё.

## История
До 2015 года в состав кантона входили коммуны:
| Коммуна            | Население, чел. (1999) | Почтовый индекс | Код INSEE |
| ------------------ | ---------------------- | --------------- | --------- |
| Корель             | 387                    | 22530           | 22033     |
| Мюр-де-Бретань     | 2090                   | 22530           | 22158     |
| Сен-Гюэн           | 462                    | 22530           | 22298     |
| Сен-Жиль-Вьё-Марше | 302                    | 22530           | 22295     |
| Сен-Коннек         | 276                    | 22530           | 22285     |

В результате реформы 2015 года состав кантона был изменен. В его состав вошли коммуны упраздненных кантонов Корле, Плугена и Юзель, а также четыре коммуны кантона Лудеак.
С 1 января 2017 года состав кантона изменился: коммуны Мюр-де-Бретань и Сен-Гюэн образовали новую коммуну Герледан, к которой перешел статус административного центра кантона.
С 1 января 2019 года состав кантона снова изменился: коммуны Ланга и Плугена образовали новую коммуну Плугена-Ланга.
До 31 декабря 2016 года пять коммун кантона входило в округ Генган, остальные — в округ Сен-Бриё; с 1 января 2017 года все коммуны кантона входят в округ Сен-Бриё.
24 февраля 2021 года указом № 2021-213 кантон переименован в Герледан. .

## Состав кантона с 1 января 2019 года
В состав кантона входят коммуны (население по данным Национального института статистики за 2019 г.):
- Аллинёк (599 чел.)
- Герледан (2 439 чел.)
- Госсон (605 чел.)
- Грас-Юзель (430 чел.)
- Корель (359 чел.)
- Корле (934 чел.)
- Ла-Мот (2 141 чел.)
- Ле-Кильо (556 чел.)
- Ле-О-Корле (644 чел.)
- Мерлеак (431 чел.)
- Плугена-Ланга (2 448 чел.)
- Плюссюльен (484 чел.)
- Сен-Жиль-Вьё-Марше (358 чел.)
- Сен-Карадек (1 119 чел.)
- Сен-Коннек (258 чел.)
- Сен-Майё (469 чел.)
- Сен-Мартен-де-Пре (306 чел.)
- Сен-Тело (395 чел.)
- Сен-Эрве (392 чел.)
- Треве (1 92 чел.)
- Эмонтуар (720 чел.)
- Юзель (1 053 чел.)

## Население
| 1962  | 1968  | 1975  | 1982  | 1990  | 1999  | 2006  | 2012  | 2016   |
| ----- | ----- | ----- | ----- | ----- | ----- | ----- | ----- | ------ |
| 4 440 | 4 103 | 3 798 | 3 649 | 3 487 | 3 517 | 3 545 | 3 524 | 18 923 |

## Политика
На президентских выборах 2022 г. жители кантона отдали в 1-м туре Эмманюэлю Макрону 31,0 % голосов против 25,9 % у Марин Ле Пен и 15,9 % у Жана-Люка Меланшона; во 2-м туре в кантоне победил Макрон, получивший 57,5 % голосов. (2017 год. 1 тур: Эмманюэль Макрон – 26,71 %, Франсуа Фийон – 21,1 %, Марин Ле Пен – 19,2 %, Жан-Люк Меланшон – 16,7 %; 2 тур: Макрон – 69,7 %. 2012 год. 1 тур: Франсуа Олланд — 29,3 %, Николя Саркози — 28,7 %, Марин Ле Пен — 15,3 %; 2 тур: Олланд — 51,0 %).
С 2021 года кантон в Совете департамента Кот-д’Армор представляют бывший член совета коммуны Эмонтуар Селин Гиойм (Céline Guillaume) (Республиканцы) и мэр коммуны Герледан Эрве Ле Лю (Hervé Le Lu) (Разные правые).
|                | Кандидаты                 | Партия                   | Первый тур | Первый тур     | Второй тур | Второй тур |
| Кол-во голосов | Кандидаты                 | Партия                   | % голосов  | Кол-во голосов | % голосов  |            |
| -------------- | ------------------------- | ------------------------ | ---------- | -------------- | ---------- | ---------- |
|                | Селин Гийом Эрве Ле Лю    | Разные правые            | 3 118      | 54,08          | 3 637      | 61,95      |
|                | Лор Иванов Гюэнаэль Шупо  | Разные левые             | 1 892      | 32,82          | 2 234      | 38,05      |
|                | Лор Друа Паскаль Лекоссуа | Национальное объединение | 755        | 13,10          |            |            |

|                | Кандидаты                       | Партия                    | Первый тур | Первый тур     | Второй тур | Второй тур |
| Кол-во голосов | Кандидаты                       | Партия                    | % голосов  | Кол-во голосов | % голосов  |            |
| -------------- | ------------------------------- | ------------------------- | ---------- | -------------- | ---------- | ---------- |
|                | Селин Гийом Лоик Рокуэ          | Союз за народное движение | 3 014      | 36,24          | 5 121      | 60,99      |
|                | Моник Ле Клезио Фабрис Треорель | Социалистическая партия   | 2 588      | 31,12          | 3 276      | 39,01      |
|                | Мишель Ле Гак Ги Ле Эллоко      | Разные правые             | 1 387      | 16,68          |            |            |
|                | Мартин Дреано Эрве Мансар       | Национальный фронт        | 1 327      | 15,96          |            |            |